# Bas-dessus
Cet article court présente un sujet plus développé dans : Mezzo-soprano.
Bas-dessus dans la musique occidentale, et plus précisément au sein de la musique baroque française, définit un degré de la tessiture des voix au sein de l'art lyrique. Utilisé lors des XVIIe siècle et XVIIIe siècle av. J.-C. en France, le terme correspond à une voix aiguë intermédiaire de la tessiture, ce qui équivaut, à partir du XIXe siècle, au mezzo-soprano. Juste en dessous de la voix de dessus, le bas-dessus se trouve dans la partie haute de la polyphonie chorale. Jean-Jacques Rousseau le décrit comme « la partie vocale qui exécute le second dessus ». Le Littré explique que c'est une voix qui a deux tons plus grave que le dessus et que « l'étendue en est comprise entre le la au-dessous de la portée (à la clef de sol sur la deuxième ligne) jusqu'au fa cinquième ligne ».
Moins populaire pour les rôles principaux des ouvrages lyriques baroques français, le bas-dessus est souvent utilisé dans les rôles secondaires. Jean-Jacques Rousseau relève en 1768 que les bas-dessus sont largement moins exploitées que les dessus en France, contrairement à son équivalent italien. En revanche, il remarque que cette voix est souvent utilisée pour les récitatifs.